# Црква Покрова Пресвете Богородице у Барошевцу
Црква Покрова Пресвете Богородице у Барошевцу, насељеном месту на територији Градске општине Лазаревац, подигнута је 1851. године и припада Епархији шумадијској Српске православне цркве.
Црква у Барошевцу посвећена је Покрову Пресвете Богородице. Постоји и Црква брвнара у Барошевцу.